# Aptitude
Aptitude，一个基于Ncurses的APT文字介面前端程序，是Debian及其衍生系统中功能极其强大的软件包管理系统。以交互形式运行时，它可以显示出所有可用的软件包，并允许用户选择包来安装或卸载。它还有一个强大的搜索系统，可通过多种搜索模式进行搜索。
最初，它是为Debian所开发，但现在已有可用于RPM包管理系统的衍生。
在Google Summer of Code（2008）上，Obey Arthur Liu决定为Aptitude开发一个基于GTK+的图形化前端。但由于长时间无人维护，Debian已放弃该项目。